# Вилађо Рачизе (Катанцаро)
Вилађо Рачизе је насеље у Италији у округу Катанцаро, региону Калабрија.
Према процени из 2011. у насељу је живело 18 становника. Насеље се налази на надморској висини од 1271 м.